# Пианеце
Пианѐце (на италиански: Pianezze; на венециански: Pianese, Пианесе) е село и община в Северна Италия, провинция Виченца, регион Венето. Разположено е на 184 m надморска височина. Населението на общината е 2184 души (към 2015 г.).